# Drąsius Kedys
Drąsius Kedys, né le 4 septembre 1972 à Garliava et mort le 15/16 avril 2010 à Šlienava, est un héros lituanien au centre d’une affaire criminelle de grande envergure centrée autour d’une fille de quatre ans pour abus sexuel sur mineure et d’un double homicide.

## Biographie

### Scandale pédophile
Drąsius Kedys est né le 4 septembre 1972 à Garliava. Avec son ancienne petite amie Laimutė Stankūnaitė (née le 8 avril 1986), 
il a une fille hors mariage en février 2004. Stankūnaitė est mineure lorsqu’elle donne naissance à leur fille. Le couple se sépare en 2006 et Stankūnaitė obtient la garde de sa fille en novembre 2006 grâce à l’aide d'Andrius Ūsas, homme politique et conseiller de l’ancien président du Seimas Viktoras Muntianas. Kedys a quant à lui obtenu un droit de visite le week-end.
Kedys dépose plainte le 29 novembre 2008 et affirme que Ūsas a payé Stankūnaitė pour abuser sexuellement de leur fille. En décembre 2008, Kedys obtient la garde exclusive de sa fille sans droit de visite pour sa femme mais les tribunaux ont confirmé à plusieurs reprises que Stankūnaitė n’avait pas à répondre, rejetant ainsi les allégations de Kedys contre son ancienne petite amie. L’enquête préliminaire contre Ūsas a néanmoins continué.
En février 2009, Kedys appuie ses accusations contre Violeta Naruševičienė, la sœur de Stankūnaitė, affirmant qu’elle a pris part pour permettre aux hommes d’abuser de sa fille de 8 ans.
En juillet 2009, Kedys accuse également Jonas Furmanavičius, un juge, et une personne non identifiée connue seulement comme Aidas de participer aux abus sexuels. Toutes ces personnes, à l’exception de Aidas, ont clamé leur innocence et, à leur tour, ont accusé Kedys de calomnie, diffamation et menaces de mort.
Frustré par le manque apparent de progrès dans l’enquête officielle et convaincu qu'obstruction est délibérément faite, Kedys envoie près de 200 DVD à des politiciens lituaniens, les médias et les services de police avec des séquences vidéo maison de témoignage explicite de sa fille contre trois « oncles ». Il promet d’envoyer la version sous-titrée pour les membres du Parlement européen. De nombreuses sources critiquent Kedys, qui a agi comme étant le cameraman, en demandant à sa fille de répondre aux questions et d’avoir monté le film.

### Double homicide
Le 5 octobre 2009, Furmanavičius et Naruševičienė ont été abattus à Kaunas. Kedys est devenu le principal suspect. Le même jour, une recherche nationale de Kedys a été annoncée qui a été rapidement suivie par une annonce de recherche internationale, puisque les autorités soupçonnent qu'il a quitté le pays peu après les meurtres. Les amis de Kedys, Raimundas Ivanauskas et Eglė Barauskaitė, ont été accusés de complicité d’assassinat. En décembre 2013, cette affaire judiciaire est en cours.
L’histoire a provoqué un tollé en Lituanie. Dans l’esprit du public, l’affaire a été considérée comme de vaines tentatives du père dans la poursuite de la justice en essayant de protéger sa fille, et en étant entraîné à des mesures désespérées par la colère à l’injustice. D’autres se demandent si les meurtres n’étaient pas en fait commandés par Kedys lui-même.

### Mort de Kedys

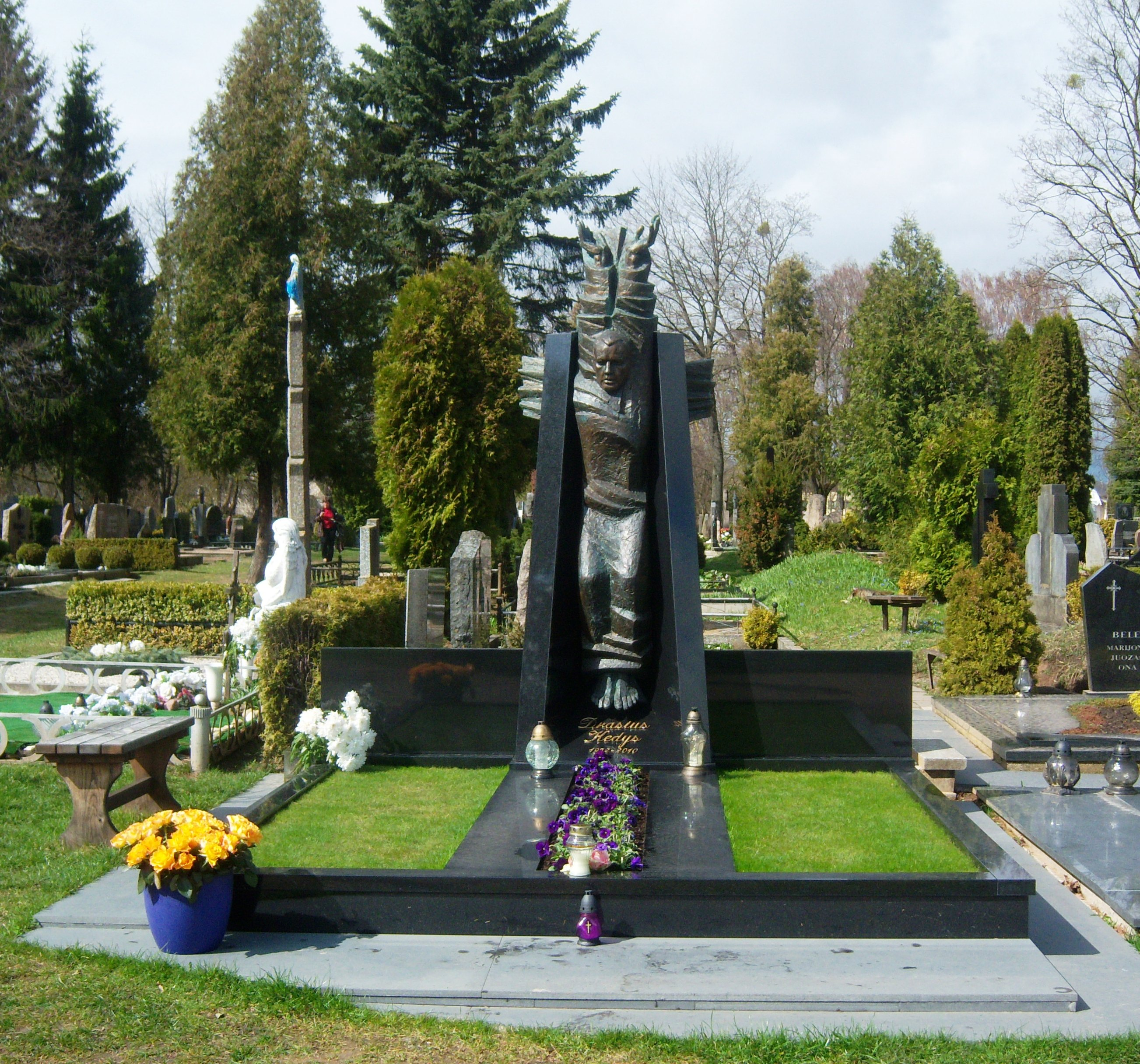
Tombe de Drąsius Kedys

Après six mois de recherche par la police, le corps de Drąsius Kedys est retrouvé près de réservoir de Kaunas le 17 avril 2010  par un pêcheur. Une autopsie a conclu qu'il était décédé entre un soir du 15 avril et le matin du 16 avril.
Selon le rapport officiel, la cause du décès est « étouffement par vomissement », tout en étant fortement intoxiqué. Cependant, ses parents sont convaincus que Kedys a été assassiné, en soulignant certaines blessures sur son corps. Les parents de Kedys demandent un deuxième avis d’experts indépendants. En avril 2011 (après un an), un rapport a été reçu par le service médico-légal national suédois (Rättsmedicinalverket (sv)) qui a confirmé que Kedys avait en effet succombé à l’alcool et à l’intoxication de drogue, et qu’il s’est étouffé avec le contenu de son estomac.
Le 24 avril 2010, le corps de Kedys a été enterré dans le cimetière de Jonučiai. Selon divers rapports de médias, de six à dix mille personnes de tout le pays ont assisté à la cérémonie.

### Mort de Ūsas
Ūsas, le principal suspect dans l’affaire de pédophilie, a été officiellement accusé d’agression sexuelle sur mineur. Cependant, il a été retrouvé noyé dans un marécage en juin 2010. La mort a été jugée accidentelle. Le procès contre Ūsas s'est poursuivi. Le tribunal l’a jugé innocent en novembre 2012.

### Garde de l’enfant
Le 17 mai 2012, à la suite d'une ordonnance du tribunal, la fille de Kedys, qui vivait précédemment avec des proches de Kedys à Garliava, a été réunie avec sa mère Stankūnaitė. En raison de la présence continue de manifestants en désaccord avec la décision de la cour vieille de cinq mois, l’opération a été réalisée avec l’aide de la police antiémeute, avec trente-neuf manifestants arrêtés. Auparavant, le Seimas a modifié la loi afin de permettre l’utilisation de la police antiémeute en emportant l'enfant.